# Шаре (Ер и Лоар)
Шаре (фр. Charray) насеље је и општина у централној Француској у региону Центар (регион), у департману Ер и Лоар која припада префектури Шатоден.
По подацима из 2011. године у општини је живело 107 становника, а густина насељености је износила 9,74 становника/km². Општина се простире на површини од 10,98 km². Налази се на средњој надморској висини од 126 метара (максималној 132 m, а минималној 97 m).

## Демографија
| 1962. | 1968. | 1975. | 1982. | 1990. | 1999. | 2011. |
| ----- | ----- | ----- | ----- | ----- | ----- | ----- |
| 140   | 170   | 155   | 148   | 127   | 122   | 107   |

График промене броја становника у току последњих година